# 김영찬 (문학평론가)
김영찬(1965년 ~ )은 대한민국의 문학평론가이자 교수이다. 1965년 경상남도 진주에서 태어나 성균관대학교 불어불문학과를 졸업하고 동 대학원 국어국문학과에서 석사학위와 박사학위를 받았다. 현재 계명대학교 한국어문학과 교수로 재직 중이며, 《문예중앙》 편집위원으로 활동하고 있다.

## 약력
2003년 《경향신문》 신춘문예 평론 부문에 당선되어 비평 활동을 시작했다. 2005년 제50회 현대문학상(평론부문), 2007년 제15회 대산문학상(평론부문), 2011년 제22회 팔봉비평문학상을 수상했다. 현재 계명대학교 한국어문학과 교수로 재직 중이며, 《문예중앙》 편집위원으로 활동하고 있다.

## 수상
- 2005년 제50회 현대문학상
- 2007년 제15회 대산문학상
- 2011년 제22회 팔봉비평문학상

## 저서

### 비평집
- 《비평극장의 유령들》(창비, 2006)
- 《비평의 우울》(문예중앙, 2011)

### 연구서
- 《근대의 불안과 모더니즘》(소명출판, 2006)